# Mikayla Mendez
Mikayla Mendez (født 29. august 1980 i Burbank, Californien), er en amerikansk pornoskuespiller. Hun forlod pornoindustrien i 2009.

## Priser
- 2010 – AVN Award – Bedste gruppe sex scene